# Skoki narciarskie na Zimowych Igrzyskach Olimpijskich 2010
Skoki narciarskie na Zimowych Igrzyskach Olimpijskich 2010 – zawody olimpijskie w skokach narciarskich, przeprowadzone w ramach igrzysk w Vancouver.
Podczas Zimowych Igrzysk Olimpijskich 2010 w Vancouver po raz 21. w historii skoczkowie narciarscy walczyli o medale olimpijskie. Areną zmagań był kompleks skoczni Whistler Olympic Park, gdzie rozegrano trzy konkursy skoków narciarskich – dwa indywidualne (na skoczni normalnej i dużej) oraz jeden drużynowy (na skoczni dużej). Dwukrotnym indywidualnym mistrzem olimpijskim został Simon Ammann, srebrne medale dwukrotnie zdobył Adam Małysz, a brązowe – Gregor Schlierenzauer. Drużynowe mistrzostwo olimpijskie zdobyła reprezentacja Austrii, która wyprzedziła zdobywców medalu srebrnego – Niemców oraz brązowych medalistów – Norwegów.
Konkursy odbyły się między 13 a 22 lutego 2010. Najmłodszym skoczkiem, który wziął w nich udział, był Peter Prevc, który w trakcie igrzysk miał 17 lat. Najstarszy był natomiast Noriaki Kasai, który startował w wieku 37 lat. Dwa lata starszy od Kasai był Takanobu Okabe, jednak został on jedynie powołany do kadry japońskiej i nie wystąpił w żadnej z trzech konkurencji. We wszystkich trzech konkursach medale olimpijskie zdobył jeden zawodnik – Gregor Schlierenzauer.
Do zawodów zostało zgłoszonych 71 zawodników z 18 krajów.

## Przed igrzyskami

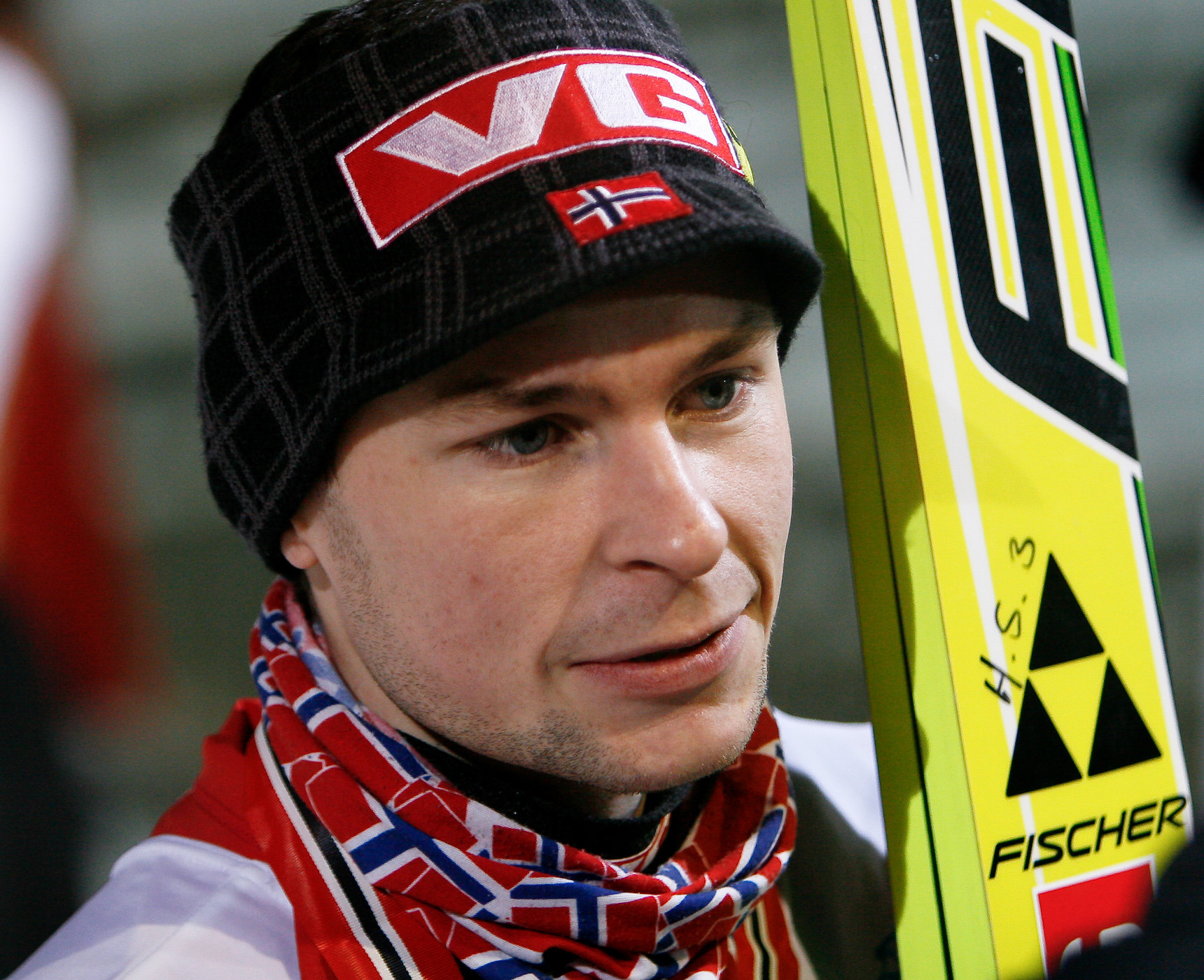
Anders Jacobsen, jeden z faworytów bukmacherów do zwycięstwa w konkursach olimpijskich.

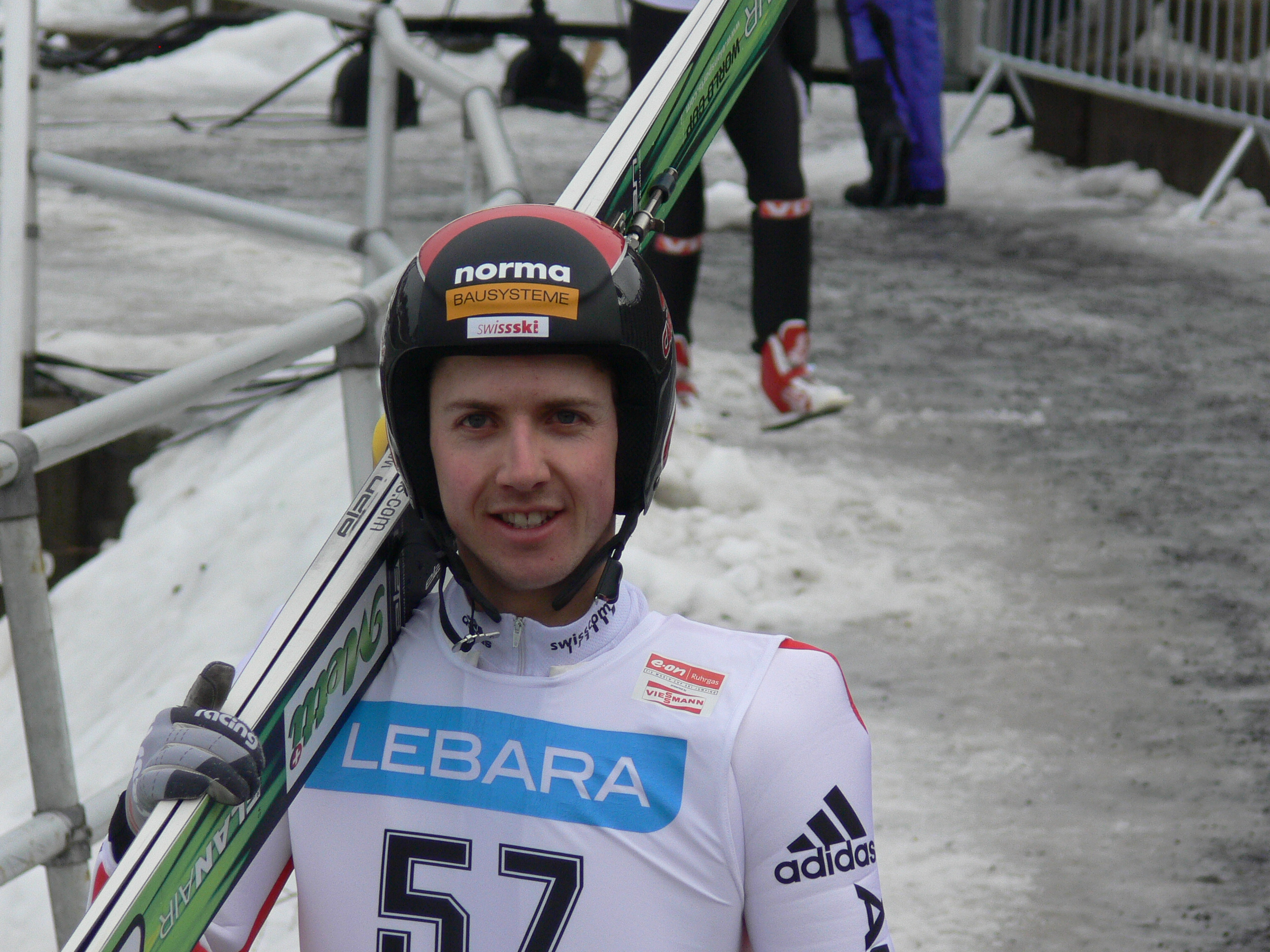
Simon Ammann, jeden z faworytów bukmacherów do zwycięstwa w konkursach olimpijskich.

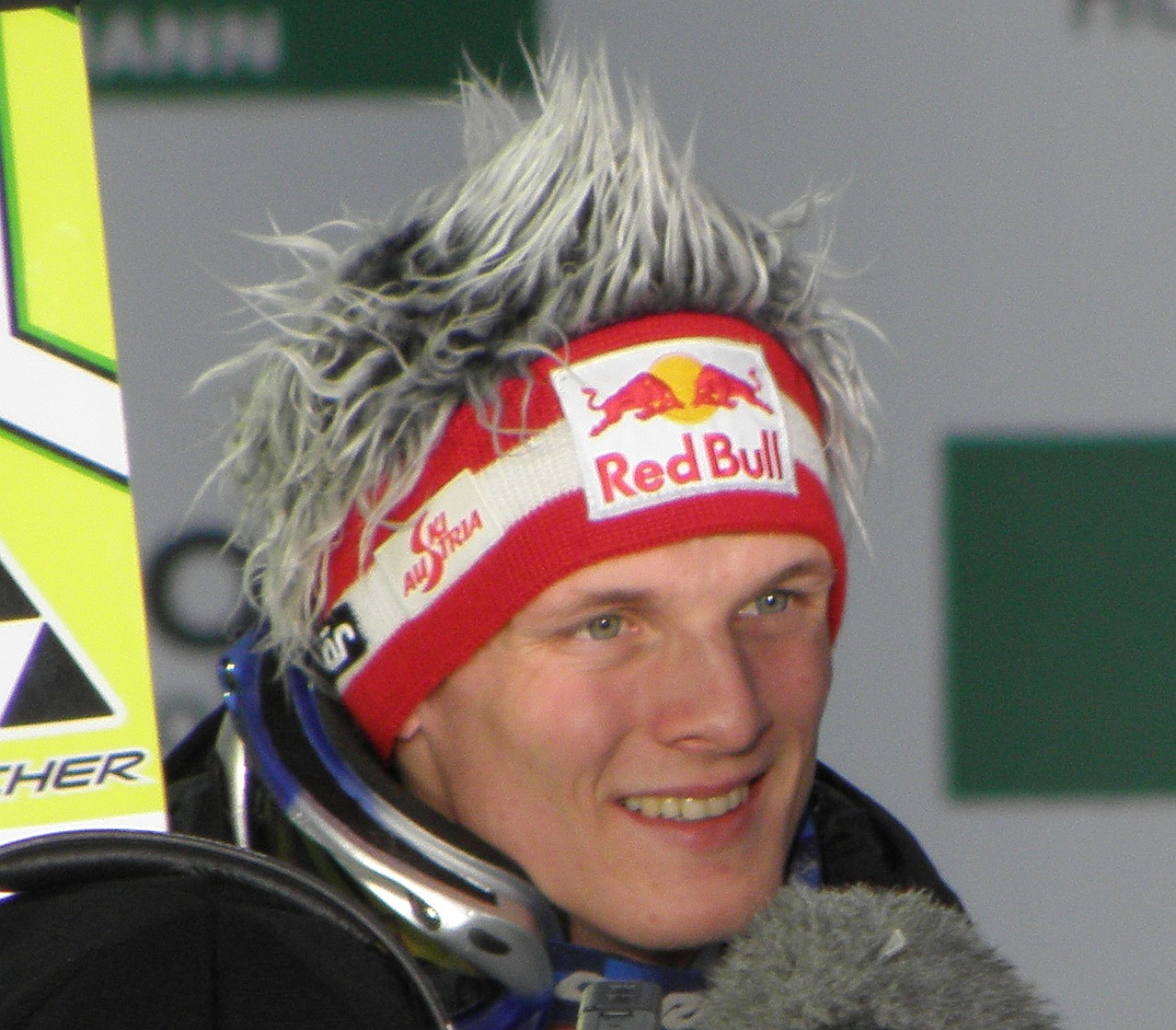
Thomas Morgenstern, jeden z faworytów bukmacherów do zwycięstwa w konkursach olimpijskich.

W marcu 2009 roku treningi wznowił dwukrotny srebrny medalista olimpijski w konkurencjach drużynowych, dwukrotny zdobywca Pucharu Świata, pięciokrotny złoty medalista mistrzostw świata i pięciokrotny triumfator Turnieju Czterech Skoczni, Janne Ahonen, który rok wcześniej zakończył karierę sportową. Decyzję o powrocie na skocznie umotywował przede wszystkim chęcią zdobycia indywidualnego medalu igrzysk olimpijskich.
Na dwa tygodnie przed konkursami olimpijskimi dyrektor Pucharu Świata Walter Hofer przedstawił nowe przepisy dotyczące kombinezonów skoczków narciarskich, z których wynikało, że zaklejanie logo sponsorów jest niedozwolone. W wyniku tego wszyscy zawodnicy zmuszeni byli do zakupu nowych kombinezonów.
Na początku lutego 2010 kontuzji kolana doznał Dmitrij Wasiljew, który w ówczesnej klasyfikacji generalnej Pucharu Świata zajmował szesnaste miejsce. Uraz ten uniemożliwił mu start w konkursach olimpijskich. Podczas konkursu Pucharu Świata w Willingen, na tydzień przed igrzyskami, kontuzji uległ także Bjørn Einar Romøren, który złamał palec lewej ręki, jednak Norweg ostatecznie wziął udział w zawodach w Vancouver.
Trzy spośród pięciu ostatnich konkursów Pucharu Świata, które odbyły się przed rozpoczęciem igrzysk, wygrał Gregor Schlierenzauer, a po jednym – Simon Ammann i Anders Jacobsen. Ci trzej zawodnicy, a także Thomas Morgenstern, Adam Małysz i Janne Ahonen zdaniem bukmacherów byli faworytami do zdobycia medalu olimpijskiego.
Na prowadzeniu w klasyfikacji Pucharu Narodów znajdowała się reprezentacja Austrii, która wygrała dwa konkursy drużynowe w sezonie. 7 lutego, w ostatnim konkursie przed rozpoczęciem zmagań olimpijskich, zwyciężyła reprezentacja Niemiec przed Norwegami i Austriakami. Te trzy drużyny, a także Finlandia i Japonia były uważane za kandydatów do medalu.
Tytułów mistrzów olimpijskich z igrzysk w 2006 roku w Turynie bronili: Thomas Morgenstern w konkursie indywidualnym na skoczni dużej oraz reprezentacja Austrii w konkursie drużynowym. Złoty medal olimpijski na skoczni normalnej w Turynie zdobył Lars Bystøl, jednak w 2009 roku zakończył sportową karierę i nie wystartował w Vancouver.

### Kontrowersje wokół startu kobiet
W styczniu 2008 organizatorzy igrzysk w Vancouver rozpoczęli starania nad wprowadzeniem konkursu skoków kobiet do kalendarza ZIO 2010. Od początku tych zmagań przeciwne stanowisko wyraził Międzynarodowy Komitet Olimpijski, który uznał, że konkurencja ta nie spełnia wymogów. Komitet poinformował, że aby skoki kobiet trafiły do programu igrzysk olimpijskich, najpierw dwukrotnie muszą zostać rozegrane zawody w tej dyscyplinie w ramach mistrzostw świata w narciarstwie klasycznym, a także, że decyzja o włączeniu nowej konkurencji do kalendarza musi zapaść nie później niż na cztery lata przed rozpoczęciem igrzysk.
W marcu tego samego roku ostatecznie zapadła decyzja o niewprowadzeniu konkursu skoków kobiet do kalendarza igrzysk w Vancouver. Przewodniczący Międzynarodowego Komitetu Olimpijskiego, Jacques Rogge uargumentował tę decyzję niewielką liczbą zawodniczek, które uprawiają skoki narciarskie.
W maju 2008 grupa piętnastu skoczkiń, m.in. Anette Sagen, Daniela Iraschko, Lindsey Van i Katie Willis, pozwała organizatorów igrzysk do sądu z uwagi na to, że niewłączenie konkurencji kobiet do programu było naruszeniem praw równości płci. W wyniku postępowania sądowego, z uwagi na zapis w kanadyjskiej konstytucji mówiący o tym, że kobiety mają te same prawa co mężczyźni, istniało także zagrożenie usunięciem konkursu mężczyzn z kalendarza igrzysk.
10 lipca 2009 kanadyjski sąd odrzucił pozew wytoczony organizatorom igrzysk. Lauri Ann Fenlon, sędzia Sądu Najwyższego prowincji Kolumbia Brytyjska oznajmiła, że wybór dyscyplin należy wyłącznie do Międzynarodowego Komitetu Olimpijskiego. W tydzień po ogłoszeniu decyzji zawodniczki złożyły odwołanie, jednak w listopadzie 2009 Sąd Apelacyjny Kolumbii Brytyjskiej w Vancouver odrzucił wniosek o ponowne rozpatrzenie sprawy, w wyniku czego do programu igrzysk nie został wprowadzony konkurs w skokach narciarskich kobiet.

### Kwalifikacja olimpijska
Zgodnie z rozporządzeniem Międzynarodowej Federacji Narciarskiej do konkurencji olimpijskich mogło przystąpić maksymalnie 70 zawodników. W pierwszej kolejności kwalifikację olimpijską uzyskali zawodnicy, którzy w sezonie 2009/2010 przynajmniej dwukrotnie zajęli miejsca w pierwszej dwudziestce zawodów Pucharu Świata oraz wszyscy skoczkowie, którzy uplasowali się w pierwszej trzydziestce mistrzostw świata w 2009 w Libercu. W drugiej kolejności przyznawania kwalifikacji olimpijskiej wzięli udział wszyscy zawodnicy, którzy w okresie od 1 lipca 2008 do 25 stycznia 2010 zdobyli przynajmniej jeden punkt do klasyfikacji Pucharu Świata, Letniej Grand Prix lub Pucharu Kontynentalnego. Spośród nich zostali wyłonieni najlepsi zawodnicy według Światowej Listy Rankingowej, którzy dotychczas nie uzyskali kwalifikacji olimpijskiej. W następnej kolejności brano pod uwagę klasyfikacje generalne Pucharu Kontynentalnego w sezonach 2008/2009 oraz 2009/2010. Kanada jako organizator igrzysk miała zagwarantowany udział zawodników, którzy pomiędzy 1 lipca 2008 a 25 stycznia 2010 zdobyli przynajmniej jeden punkt Pucharu Świata, Letniej Grand Prix lub Pucharu Kontynentalnego, jednak ich liczba nie mogła być większa niż pięciu. Ostatecznie kwalifikację uzyskało czterech kanadyjskich skoczków. Kwoty krajowe dla wszystkich reprezentacji zostały oficjalnie ogłoszone przez Międzynarodową Federację Narciarską dnia 28 stycznia 2010.
Zgodnie z regulaminem Międzynarodowego Komitetu Olimpijskiego w seriach kwalifikacyjnych przed konkursami olimpijskimi każda reprezentacja mogła wystawić maksymalnie czterech zawodników, natomiast w seriach treningowych mogło wystartować pięciu skoczków z każdego kraju.

## Skocznie
Dwa spośród trzech konkursów (jeden indywidualny i jeden drużynowy) Zimowych Igrzysk Olimpijskich 2010 odbyły się na skoczni dużej w Whistler, której rozmiar wynosi 140 m. Trzeci z konkursów został przeprowadzony na obiekcie normalnym (HS 106), umieszczonym w tym samym kompleksie skoczni, co skocznia duża.
W kwietniu 2004 roku w Whistler rozpoczęto budowę dwóch skoczni narciarskich, które były areną zmagań na igrzyskach w 2010 roku. Oficjalne otwarcie kompleksu skoczni odbyło się 15 grudnia 2007.
Do czasu rozpoczęcia igrzysk na obiekcie normalnym nie rozegrano żadnych zawodów Pucharu Świata ani mistrzostw świata, w związku z czym nie ustanowiono oficjalnego rekordu. Nieoficjalną rekordzistką skoczni była Lindsey Van, która w 2008 roku uzyskała 105,5 metra w konkursie Pucharu Kontynentalnego.
|  | Nazwa skoczni                  | Miejscowość | Punkt K | HS     | Rekord skoczni           | Rekord skoczni           | Rekord skoczni           |
|  | ------------------------------ | ----------- | ------- | ------ | ------------------------ | ------------------------ | ------------------------ |
|  | Whistler Olympic Park Ski Jump | Whistler    | K-95    | HS 106 | brak oficjalnego rekordu | brak oficjalnego rekordu | brak oficjalnego rekordu |
|  | Whistler Olympic Park Ski Jump | Whistler    | K-125   | HS 140 | 149,0 m                  | Gregor Schlierenzauer    | 25.01.2009               |

## Jury
Dyrektorem konkursów w skokach narciarskich na igrzyskach w Vancouver był Donald Grady oraz z ramienia Międzynarodowej Federacji Narciarskiej, dyrektor zawodów Pucharu Świata, Walter Hofer. Asystentem Waltera Hofera był, podobnie jak w innych oficjalnych zawodach organizowanych przez FIS, Miran Tepeš. Sędzią technicznym był Sandro Pertile, a jego asystentem – Geir Steinar Løng.
Skład sędziowski poszczególnych konkursów przedstawia poniższa tabela:
| Sędzia         | Kraj    | Stanowisko na wieży sędziowskiej konk. ind. HS 106 | Stanowisko na wieży sędziowskiej konk. ind. HS 140 | Stanowisko na wieży sędziowskiej konk. druż. HS 140 |
| -------------- | ------- | -------------------------------------------------- | -------------------------------------------------- | --------------------------------------------------- |
| Kemp Fripp     | Kanada  | D                                                  | B                                                  | A                                                   |
| Ryszard Guńka  | Polska  | B                                                  | -                                                  | E                                                   |
| Josef Kleisl   | Niemcy  | E                                                  | C                                                  | B                                                   |
| Daniel Lind    | Szwecja | A                                                  | E                                                  | D                                                   |
| Hidemitsu Mori | Japonia | C                                                  | A                                                  | -                                                   |
| Josef Slavík   | Czechy  | -                                                  | D                                                  | C                                                   |

## Przebieg zawodów

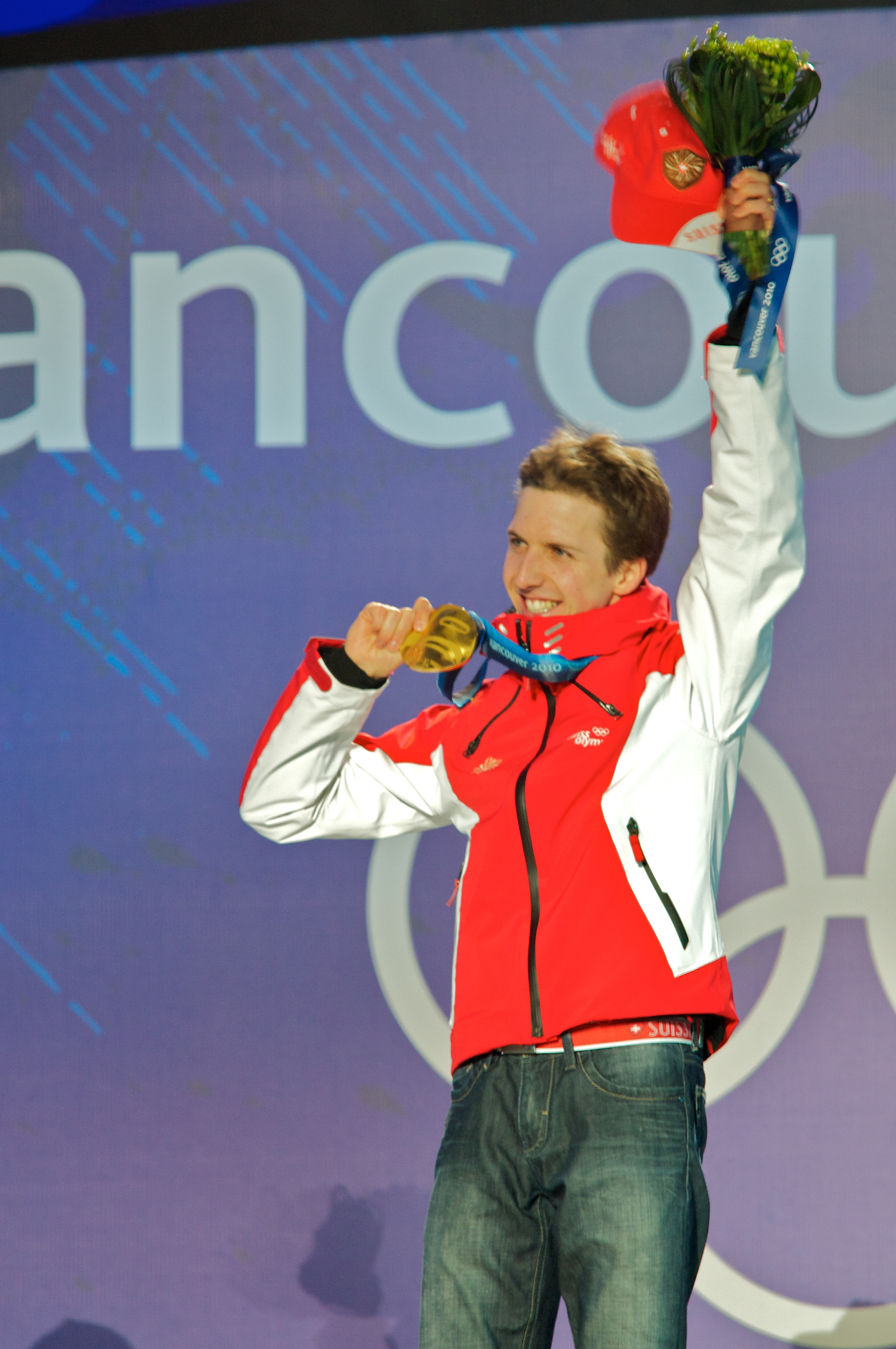
Simon Ammann ze złotym medalem olimpijskim

Pierwszy konkurs olimpijski w Vancouver został rozegrany 13 lutego 2010 na skoczni normalnej o punkcie konstrukcyjnym na 95. metrze. Belka startowa podczas pierwszej serii konkursowej ustawiona była na 17. pozycji. Zawody rozpoczął Anders Johnson, który uzyskał 86,5 metra. Pierwszy skok poza granicę 95 metrów oddał występujący z numerem dziewiątym reprezentant Kazachstanu, Nikołaj Karpienko, który uzyskał odległość 96 metra i objął prowadzenie. Zawodnik z numerem czwartym, Vincent Descombes Sevoie uzyskał tę samą odległość co Karpienko, jednak dostał wyższe noty za styl i został liderem konkursu. Kolejnym zawodnikiem, który zasiadł na belce startowej był Janne Happonen. Oddał skok na 97,5 metra i prowadził w konkursie. Na pierwszym miejscu zmienił go następny z zawodników, Roman Koudelka, który jako pierwszy przekroczył granicę 100 metrów, uzyskując 101,5 metra. Czeski skoczek był liderem konkursu przez 18 następnych skoków. Do uzyskanej przez niego odległości zbliżyli się między innymi: Peter Prevc (100 m), Martin Schmitt (99,5 m), Tom Hilde (100 m) i Kamil Stoch (98,5 m).
Koudelkę pokonał jego rodak, Jakub Janda, który uzyskał rezultat o pół metra gorszy, jednak za sprawą wyższych not sędziowskich zdołał objąć prowadzenie. Zaraz po Jandzie skok na tę samą odległość uzyskał Michael Neumayer, jednak jego styl został niżej oceniony przez jury i uplasował się na trzecim miejscu.
Jako czterdziesty miał wystartować Pascal Bodmer, jednak ze względu na problemy z kombinezonem oddał swój skok jako ostatni zawodnik pierwszej serii. Na belce startowej zasiadł za to Michael Uhrmann i po skoku na 103,5 metra objął prowadzenie. Nikt poza Simonem Ammannem, który skoczył 1,5 metra dalej, nie zdołał wyprzedzić Niemca. Tę samą odległość co Uhrmann uzyskał Adam Małysz, lecz z powodu odjazdu jednej z nart przy lądowaniu uzyskał o 0,5 punktu mniej za styl. Skoki na 102 metry oddali Thomas Morgenstern, Janne Ahonen oraz Robert Kranjec i zajmowali kolejne miejsca od czwartego do szóstego. Pół metra bliżej skoczył Gregor Schlierenzauer i zajmował siódmą lokatę po pierwszej serii konkursowej.
Przed drugą serią sędziowie zdecydowali wydłużyć rozbieg do 18. belki startowej. Pierwszym zawodnikiem był Nikołaj Karpienko, który uzyskał 96 metrów. Ten sam rezultat uzyskał Vincent Descombes Sevoie i wyprzedził Kazacha. 3,5 metra dalej skoczył Kalle Keituri, a 4 metry dalej Janne Happonen i ci zawodnicy kolejno obejmowali prowadzenie. Happonen pozostawał na pierwszym miejscu przez dwa kolejne skoki aż do momentu, gdy Anders Bardal uzyskał 100 metrów. Lepszy od Bardala okazał się Noriaki Kasai (100,5 m). Następnie prowadzenie obejmowali kolejno: Martin Schmitt (103,5 m), Anders Jacobsen (104 m) i Peter Prevc (104,5 m). Zmiana lidera nastąpiła dopiero po skoku Gregora Schlierenzauera, który uzyskując 106,5 metra wyprzedził Prevca o dziewięć punktów. Kolejni trzej zawodnicy – Robert Kranjec, Janne Ahonen i Thomas Morgenstern osiągnęli krótsze rezultaty, w wyniku czego Schlierenzauer pozostawał liderem aż do ostatnich trzech skoków konkursowych.
Trzeci zawodnik pierwszej rundy, Adam Małysz uzyskał 105 metrów i objął prowadzenie, tym samym zapewniając sobie medal olimpijski. Michael Uhrmann lądował trzy metry bliżej i wypadł poza podium olimpijskie. Najdłuższy skok drugiej serii, a jednocześnie całego konkursu oddał Simon Ammann, który dzięki uzyskanym 108 metrom w ostatecznym rozrachunku miał siedem punktów przewagi nad drugim Małyszem. Jednocześnie odległość Ammanna była nowym, oficjalnym rekordem skoczni normalnej w Whistler. Simon Ammann zdobył trzeci w karierze tytuł mistrza olimpijskiego w skokach narciarskich.

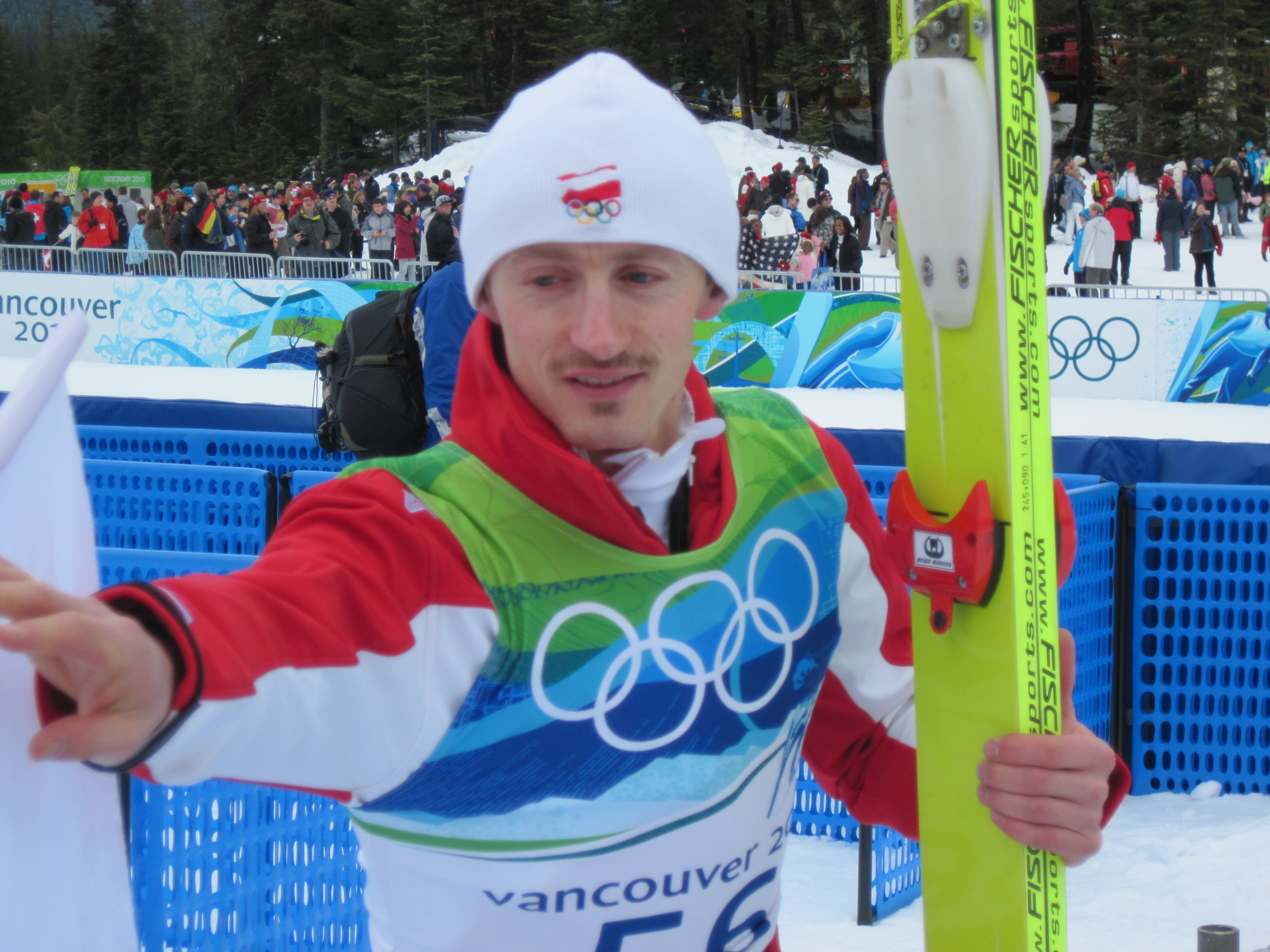
Adam Małysz pod skocznią w Whistler.

Drugi z indywidualnych konkursów olimpijskich odbył się 20 lutego na skoczni dużej. Rywalizacja rozpoczęła się z dwunastej belki startowej. Jako pierwszy skok oddał Stefan Read, który wylądował na 104,5 metrze. Zawodnicy, którzy wystartowali w następnej kolejności – Tomáš Zmoray i Peter Frenette kolejno obejmowali prowadzenie. Frenette skoczył 114,5 metra, co pozwoliło mu zachować prowadzenie przez osiem następnych skoków. Amerykanina wyprzedził jedenasty zawodnik na liście startowej, Stefan Hula, który uzyskał odległość 122,5 metra. Polak zajmował pierwsze miejsce przez następne siedem skoków, aż do momentu gdy na belce startowej zasiadł Peter Prevc. Prevc skoczył dwa metry dalej od Huli, dzięki czemu został liderem konkursu.
Pierwszy skok za punktem konstrukcyjnym oddał Matti Hautamäki – 134 metry. Występujący po reprezentancie Finlandii zawodnicy nie byli w stanie go wyprzedzić – Kamil Stoch uzyskał 126 metrów, Antonín Hájek 128 metrów, a Michael Neumayer 130 metrów. Hautamäki prowadził w konkursie przez 20 skoków, a zawodnikiem, który go wyprzedził był dopiero Adam Małysz. Polski skoczek lądował na 137 metrze, dzięki czemu z przewagą 6,4 punktu był liderem konkursu. Żaden z czterech kolejnych skoczków, wszystkich reprezentantów Austrii, nie zdołał wyprzedzić reprezentanta Polski. Wolfgang Loitzl i Thomas Morgenstern skoczyli na odległość 129,5 metra, Andreas Kofler uzyskał 131,5 metra, a Gregor Schlierenzauer 130,5 metra. Ostatni zawodnik pierwszej serii, Simon Ammann skoczył o siedem metrów dalej od prowadzącego Małysza i został liderem na półmetku rywalizacji z przewagą 6,6 punktu.
Druga runda indywidualnego konkursu na skoczni HS 140 została przeprowadzona z 11. belki startowej. Rozpoczynający drugą serię Harri Olli uzyskał 129 metrów. Zajmujący z nim ex aequo 29. miejsce Daiki Itō lądował pół metra bliżej i w efekcie zajął drugie miejsce. Jeden z najdłuższych skoków w całym konkursie oddał Robert Kranjec, który osiągnął 135,5 metra i prowadził przez kolejne pięć skoków, aż do momentu gdy swój skok oddał Noriaki Kasai. Kasai lądował pół metra bliżej od Kranjca, jednak za sprawą przewagi punktowej uzyskanej w pierwszej serii objął prowadzenie. Kasai i Kranjec byli na prowadzeniu konkursu do czasu, gdy swoje skoki rozpoczęli oddawać zawodnicy z najlepszej dziesiątki pierwszej serii.
126 metrów uzyskał Johan Remen Evensen, jednak ten rezultat nie pozwolił mu na pokonanie prowadzącej dwójki. Szesnasty zawodnik pierwszej serii, Janne Ahonen zrezygnował ze startu w drugiej rundzie ze względu na kontuzję więzadła bocznego, którą odniósł w trakcie serii próbnej. Zmiana lidera konkursu nastąpiła po skoku Antonína Hájka, który wylądował na 129 metrze. Metr dłuższą odległość odnotował Michael Neumayer i objął prowadzenie.

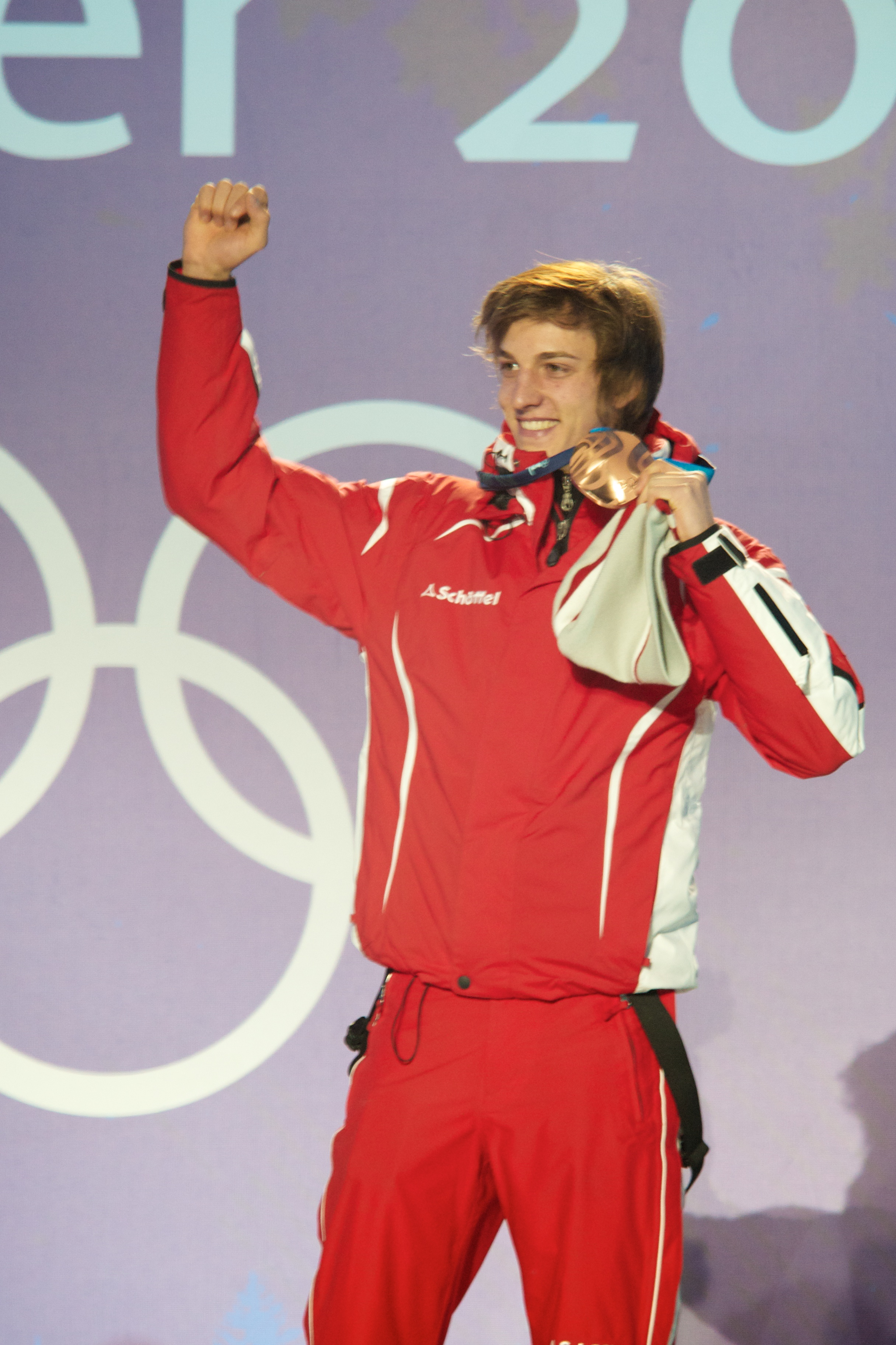
Gregor Schlierenzauer z brązowym medalem olimpijskim

Obrońca tytułu mistrza olimpijskiego z 2006 roku, Thomas Morgenstern po skoku na 129,5 metra zdołał wyprzedzić Neumayera. Kolejnym z zawodników był Wolfgang Loitzl, jednak oddał skok na 121,5 metra, w wyniku czego zajmował szóste miejsce. Piąty po pierwszej serii Gregor Schlierenzauer osiągnął 136 metrów i z przewagą ponad 15 punktów wyprzedził Morgensterna. Następny zawodnik, Andreas Kofler uzyskał rezultat gorszy o metr od Schlierenzauera, w wyniku czego zajmował drugie miejsce ze stratą jednego punktu. Trzeci zawodnik pierwszej rundy, Matti Hautamäki uzyskał 104 metry i w efekcie spadł do trzeciej dziesiątki zawodów. 133,5 metra skoczył Adam Małysz i objął prowadzenie w konkursie, jednocześnie zapewniając sobie drugi srebrny medal igrzysk w Vancouver. Małysza pokonał prowadzący po pierwszej serii Simon Ammann, który dzięki skokowi na 138 metrów zyskał ponad 14 punktów przewagi nad reprezentantem Polski. Ammann zdobył drugi złoty medal na igrzyskach w Vancouver i jednocześnie czwarty złoty medal zimowych igrzysk olimpijskich w karierze.
Ostatnią konkurencją skoków narciarskich na Zimowych Igrzyskach Olimpijskich 2010 był konkurs drużynowy na obiekcie dużym. Początkowo do startu w zawodach zostało zgłoszonych trzynaście drużyn, poza dwunastoma, które wzięły udział w konkursie, także Ukraina, jednak z powodu kontuzji jednego z ukraińskich skoczków wycofała się z rywalizacji. W pierwszej kolejce skoków najdłuższe skoki oddali Wolfgang Loitzl (138 m) i Michael Neumayer (137 m), dzięki czemu na pierwszym miejscu plasowała się reprezentacja Austrii, a na drugim Niemiec. Klasyfikacja ta nie uległa zmianie do końca konkursu. Trzecie miejsce po pierwszej turze skoków zajmowała Finlandia po skoku Mattiego Hautamäki na 133,5 metra. W drugiej grupie zawodników najlepszy okazał się kolejny reprezentant Austrii, Andreas Kofler, który uzyskał 132 metry. Metr krócej lądował Roman Koudelka. Prowadzące trzy drużyny nie zmieniły się. W trzeciej rundzie najdalej skoczył Thomas Morgenstern (135,5 m), dzięki czemu reprezentacja Austrii powiększyła przewagę punktową nad zajmującą drugą pozycją reprezentacją Niemiec. Drugi co do odległości skok tej tury oddał Peter Prevc (132 m), a pół metra bliżej lądował Johan Remen Evensen, dzięki czemu ekipa norweska awansowała na trzecie miejsce. W ostatniej, czwartej grupie, kończącej pierwszą serię konkursową najdłuższy skok oddał Gregor Schlierenzauer, który jako jedyny w pierwszej serii przekroczył odległość 140 metrów, która jest wielkością skoczni w Whistler. Drugi pod względem długości skok należał do Andersa Jacobsena (138,5 m), a trzeci do Adama Małysza (136,5 m). Sytuacja na półmetku pierwszej serii nie zmieniła się względem trzeciej kolejki – prowadzili Austriacy przed Niemcami i Norwegami. Do drugiej serii konkursowej nie awansowały drużyny: Francji, Rosji, Stanów Zjednoczonych i Kanady.
Pierwszym skoczkiem, który wystartował był Antonín Hájek, który uzyskał 135 metrów. W pierwszej grupie zawodników dłuższe skoki od Czecha oddali: Michael Neumayer (136,5 m) i Wolfgang Loitzl (138,5 m). Klasyfikacja drużyn nie uległa zmianie w porównaniu z wynikami pierwszej serii. Drugą turę skoków rozpoczął Roman Koudelka, który uzyskał 135,5 metra. Janne Happonen, Tom Hilde i Andreas Wank skoczyli po 139 metrów, a najdalej lądował Andreas Kofler. Kofler uzyskał 142 metry, co do tej pory było najdłuższym rezultatem w całym konkursie. W przedostatniej kolejce najdłuższy skok oddał Thomas Morgenstern, który lądował na 135 metrze. Pół metra krócej skoczył reprezentant Polski, Kamil Stoch, dzięki czemu drużyna polska zmniejszyła stratę do bezpośrednio ją wyprzedzających – Japonii i Czech. W ósmej, ostatniej kolejce skoków najdalej skoczył Gregor Schlierenzauer (146,5 m). Skok za punktem HS oddał także Anders Jacobsen (140,5 m), a odległość 140 metrów uzyskali Michael Uhrmann i Noriaki Kasai. Pół metra przed punktem HS lądował Adam Małysz, a metr bliżej Robert Kranjec. W końcowej klasyfikacji drużynowego konkursu olimpijskiego na pierwszym miejscu znaleźli się reprezentanci Austrii z przewagą 72,1 punktu nad drugimi Niemcami. Brązowy medal przypadł ekipie Norwegów.

### Złote medale Simona Ammanna
Podczas Zimowych Igrzysk Olimpijskich 2002 w Salt Lake City Simon Ammann zdobył dwa złote medale olimpijskie w startach indywidualnych, czyniąc to jako drugi skoczek narciarski w historii po Matti Nykänenie. Na igrzyskach w Vancouver Ammann jako pierwszy zawodnik w historii powtórzył swoje osiągnięcie i jednocześnie stał się pierwszym, który zdobył cztery złote medale zimowych igrzysk olimpijskich w konkurencjach indywidualnych.
Po zwycięstwie Ammanna na skoczni normalnej w Whistler pojawiły się spekulacje, jakoby jego sukcesy sportowe wynikały ze stosowania przez skoczka wiązań narciarskich, które zamiast pasków mocujących miały bolce. Trener reprezentacji Austrii, Alexander Pointner domagał się dochodzenia Międzynarodowej Federacji Narciarskiej w tej sprawie. Po przeprowadzonej kontroli przedstawiciele FIS – Jouko Törmänen i Sepp Gratzer uznali, że wiązania Ammanna są regulaminowe i nie ma możliwości, aby je zakwestionować.

## Medaliści

### Konkurs indywidualny na skoczni HS 106 (13.02.2010)
| Medal | Imię i nazwisko       | Skok 1            | Skok 2            | Noty za styl •                                                    | Nota łączna | Strata  |
| ----- | --------------------- | ----------------- | ----------------- | ----------------------------------------------------------------- | ----------- | ------- |
|       | Simon Ammann          | 105,0 m 135,5 pkt | 108,0 m 141,0 pkt | 18,5 • 18,5 • 18,5 • 19,0 • 18,5 • 18,5 • 17,5 • 18,5 • 18,0      | 276,5 pkt   | –       |
|       | Adam Małysz           | 103,5 m 132,5 pkt | 105,0 m 137,0 pkt | 18,5 • 18,5 • 18,5 • 18,5 • 19,0 18,5 • 19,0 • 19,0 • 19,0 • 19,0 | 269,5 pkt   | 7,0 pkt |
|       | Gregor Schlierenzauer | 101,5 m 128,0 pkt | 106,5 m 140,0 pkt | 18,5 • 18,0 • 18,5 • 17,5 • 18,5 19,0 • 19,0 • 19,0 • 19,0 • 19,5 | 268,0 pkt   | 8,5 pkt |

### Konkurs indywidualny na skoczni HS 140 (20.02.2010)
| Medal | Imię i nazwisko       | Skok 1            | Skok 2            | Noty za styl •                                                    | Nota łączna | Strata   |
| ----- | --------------------- | ----------------- | ----------------- | ----------------------------------------------------------------- | ----------- | -------- |
|       | Simon Ammann          | 144,0 m 144,7 pkt | 138,0 m 138,9 pkt | 17,0 • 16,5 • 17,0 • 17,0 • 16,0 18,5 • 18,5 • 18,5 • 19,0 • 18,5 | 283,6 pkt   | –        |
|       | Adam Małysz           | 137,0 m 138,1 pkt | 133,5 m 131,3 pkt | 18,5 • 19,0 • 19,0 • 19,0 • 18,5 18,5 • 18,5 • 19,0 • 19,0 • 18,5 | 269,4 pkt   | 14,2 pkt |
|       | Gregor Schlierenzauer | 130,5 m 125,4 pkt | 136,0 m 136,8 pkt | 18,5 • 18,5 • 18,5 • 18,5 • 18,5 19,0 • 19,0 • 19,0 • 19,0 • 19,0 | 262,2 pkt   | 21,4 pkt |

### Konkurs drużynowy na skoczni HS 140 (22.02.2010)
| Medal                 | Kraj     | Imię i nazwisko   | Skok 1            | Skok 2                                                            | Noty za styl •                                                    | Nota łączna zawodnika | Nota łączna drużyny | Strata   |
| --------------------- | -------- | ----------------- | ----------------- | ----------------------------------------------------------------- | ----------------------------------------------------------------- | --------------------- | ------------------- | -------- |
|                       | Austria  | Wolfgang Loitzl   | 138,0 m 140,4 pkt | 138,5 m 141,8 pkt                                                 | 19,0 • 19,0 • 19,0 • 19,0 • 19,0 19,0 • 19,5 • 19,0 • 19,5 • 19,0 | 282,2 pkt             | 1107,9 pkt          | –        |
| Andreas Kofler        | Austria  | 132,0 m 126,1 pkt | 142,0 m 138,6 pkt | 17,5 • 18,0 • 17,5 • 18,0 • 18,0 16,0 • 16,0 • 16,0 • 16,0 • 17,0 | 264,7 pkt                                                         |                       | 1107,9 pkt          | –        |
| Thomas Morgenstern    | Austria  | 135,5 m 135,9 pkt | 135,0 m 135,0 pkt | 19,0 • 19,0 • 19,0 • 19,0 • 19,0 • 19,0 • 19,0 • 19,0 • 19,0      | 270,9 pkt                                                         |                       | 1107,9 pkt          | –        |
| Gregor Schlierenzauer | Austria  | 140,5 m 144,9 pkt | 146,5 m 145,2 pkt | 19,0 • 19,0 • 19,0 • 19,0 • 19,0 15,5 • 15,5 • 14,0 • 15,5 • 16,5 | 290,1 pkt                                                         |                       | 1107,9 pkt          | –        |
|                       | Niemcy   | Michael Neumayer  | 137,0 m 135,6 pkt | 136,5 m 134,7 pkt                                                 | 17,5 • 18,0 • 18,5 • 18,0 • 18,0 18,0 • 18,0 • 18,5 • 17,5 • 18,0 | 270,3 pkt             | 1035,8 pkt          | 72,1 pkt |
| Andreas Wank          | Niemcy   | 128,5 m 120,3 pkt | 139,0 m 141,7 pkt | 18,0 • 18,0 • 17,5 • 18,0 • 18,0 19,5 • 18,5 • 19,0 • 18,5 • 19,0 | 262,0 pkt                                                         |                       | 1035,8 pkt          | 72,1 pkt |
| Martin Schmitt        | Niemcy   | 128,0 m 119,9 pkt | 122,0 m 106,6 pkt | 17,5 • 18,0 • 18,0 • 18,5 • 18,5 17,0 • 17,5 • 17,0 • 18,0 • 17,5 | 226,7 pkt                                                         |                       | 1035,8 pkt          | 72,1 pkt |
| Michael Uhrmann       | Niemcy   | 135,0 m 133,5 pkt | 140,0 m 143,5 pkt | 18,0 • 18,5 • 18,5 • 18,5 • 18,5 18,0 • 19,0 • 19,0 • 19,0 • 18,5 | 277,0 pkt                                                         |                       | 1035,8 pkt          | 72,1 pkt |
|                       | Norwegia | Anders Bardal     | 128,0 m 118,4 pkt | 127,0 m 117,1 pkt                                                 | 17,5 • 17,5 • 17,5 • 18,0 • 18,0 18,0 • 17,5 • 18,0 • 18,0 • 17,5 | 235,5 pkt             | 1030,3 pkt          | 77,6 pkt |
| Tom Hilde             | Norwegia | 127,5 m 118,5 pkt | 139,0 m 141,7 pkt | 18,0 • 18,0 • 17,5 • 18,5 • 18,0 19,0 • 18,5 • 18,5 • 19,0 • 19,0 | 259,2 pkt                                                         |                       | 1030,3 pkt          | 77,6 pkt |
| Johan Remen Evensen   | Norwegia | 131,5 m 126,7 pkt | 129,5 m 122,1 pkt | 18,5 • 18,0 • 18,0 • 18,5 • 18,5 17,5 • 18,0 • 18,0 • 18,5 • 18,0 | 248,8 pkt                                                         |                       | 1030,3 pkt          | 77,6 pkt |
| Anders Jacobsen       | Norwegia | 138,0 m 140,4 pkt | 140,5 m 145,4 pkt | 19,0 • 19,0 • 19,0 • 19,0 • 19,0 19,5 • 18,5 • 19,5 • 19,0 • 19,0 | 285,8 pkt                                                         |                       | 1030,3 pkt          | 77,6 pkt |

### Klasyfikacja medalowa
| Klasyfikacja medalowa |            |       |        |      |       |
| Lp.                   | Państwo    | złoto | srebro | brąz | razem |
| 1.                    | Szwajcaria | 2     | –      | –    | 2     |
| 2.                    | Austria    | 1     | –      | 2    | 3     |
| 3.                    | Polska     | –     | 2      | –    | 2     |
| 4.                    | Niemcy     | –     | 1      | –    | 1     |
| 5.                    | Norwegia   | –     | –      | 1    | 1     |

## Wyniki

### Kwalifikacje do konkursu indywidualnego na skoczni HS 106 (12.02.2010)
| Miejsce | Skoczek                  | Kraj              | Skok  | Wynik punktowy | Kwalifikacja |
| ------- | ------------------------ | ----------------- | ----- | -------------- | ------------ |
| 1.      | Michael Uhrmann          | Niemcy            | 106,0 | 138,5          | Q            |
| 2.      | Jakub Janda              | Czechy            | 105,0 | 135,5          | Q            |
| 3.      | Michael Neumayer         | Niemcy            | 105,5 | 135,0          | Q            |
| 4.      | Daiki Itō                | Japonia           | 104,5 | 134,5          | Q            |
| 4.      | Antonín Hájek            | Czechy            | 105,0 | 134,5          | Q            |
| 6.      | Harri Olli               | Finlandia         | 105,0 | 133,5          | Q            |
| 6.      | Noriaki Kasai            | Japonia           | 105,5 | 133,5          | Q            |
| 8.      | Janne Happonen           | Finlandia         | 104,5 | 133,0          | Q            |
| 9.      | Martin Schmitt           | Niemcy            | 103,5 | 132,5          | Q            |
| 10.     | Tom Hilde                | Norwegia          | 103,5 | 132,0          | Q            |
| 11.     | Kalle Keituri            | Finlandia         | 103,0 | 130,0          | Q            |
| 12.     | Kamil Stoch              | Polska            | 103,0 | 127,5          | Q            |
| 13.     | Emmanuel Chedal          | Francja           | 102,0 | 127,0          | Q            |
| 13.     | Peter Prevc              | Słowenia          | 101,5 | 127,0          | Q            |
| 15.     | Jernej Damjan            | Słowenia          | 102,5 | 126,5          | Q            |
| 15.     | Krzysztof Miętus         | Polska            | 101,5 | 126,5          | Q            |
| 17.     | Stefan Hula              | Polska            | 101,5 | 125,5          | Q            |
| 18.     | Pascal Bodmer            | Niemcy            | 100,5 | 123,5          | Q            |
| 18.     | Roman Koudelka           | Czechy            | 100,0 | 123,5          | Q            |
| 18.     | Vincent Descombes Sevoie | Francja           | 100,5 | 123,5          | Q            |
| 21.     | Anders Bardal            | Norwegia          | 99,5  | 122,5          | Q            |
| 22.     | Kim Hyun-ki              | Korea Południowa  | 99,0  | 121,5          | Q            |
| 23.     | Andreas Küttel           | Szwajcaria        | 99,0  | 120,5          | Q            |
| 23.     | Wołodymyr Boszczuk       | Ukraina           | 99,0  | 120,5          | Q            |
| 25.     | David Lazzaroni          | Francja           | 97,5  | 117,5          | Q            |
| 26.     | Dienis Korniłow          | Rosja             | 97,5  | 117,0          | Q            |
| 27.     | Pawieł Karielin          | Rosja             | 97,5  | 116,5          | Q            |
| 27.     | Primož Pikl              | Słowenia          | 97,5  | 116,5          | Q            |
| 29.     | Aleksiej Korolow         | Kazachstan        | 97,0  | 116,0          | Q            |
| 30.     | Peter Frenette           | Stany Zjednoczone | 97,0  | 115,0          | Q            |
| 31.     | Nikołaj Karpienko        | Kazachstan        | 97,0  | 114,5          | Q            |
| 32.     | Andrea Morassi           | Włochy            | 96,5  | 114,0          | Q            |
| 33.     | Taku Takeuchi            | Japonia           | 96,0  | 113,5          | Q            |
| 33.     | Dmitrij Ipatow           | Rosja             | 96,0  | 113,5          | Q            |
| 35.     | Sebastian Colloredo      | Włochy            | 96,0  | 113,0          | Q            |
| 35.     | Nicholas Alexander       | Stany Zjednoczone | 96,0  | 113,0          | Q            |
| 37.     | Lukáš Hlava              | Czechy            | 95,5  | 112,0          | Q            |
| 37.     | Witalij Szumbareć        | Ukraina           | 95,5  | 112,0          | Q            |
| 39.     | Shōhei Tochimoto         | Japonia           | 95,0  | 111,0          | Q            |
| 40.     | Choi Heung-chul          | Korea Południowa  | 93,5  | 108,5          | Q            |
| 40.     | Anders Johnson           | Stany Zjednoczone | 93,5  | 108,5          | Q            |
| 42.     | Tomáš Zmoray             | Słowacja          | 94,0  | 107,5          | nq           |
| 43.     | Choi Yong-jik            | Korea Południowa  | 93,5  | 107,0          | nq           |
| 44.     | Mackenzie Boyd-Clowes    | Kanada            | 92,5  | 105,0          | nq           |
| 45.     | Ilja Roslakow            | Rosja             | 92,0  | 104,5          | nq           |
| 46.     | Trevor Morrice           | Kanada            | 92,0  | 103,5          | nq           |
| 47.     | Stefan Read              | Kanada            | 91,5  | 103,0          | nq           |
| 48.     | Ołeksandr Łazarowicz     | Ukraina           | 90,5  | 100,0          | nq           |
| 49.     | Eric Mitchell            | Kanada            | 89,0  | 98,5           | nq           |
| 50.     | Alexandre Mabboux        | Francja           | 89,0  | 97,5           | nq           |
| –       | Robert Kranjec           | Słowenia          | 102,0 | –              | pq           |
| –       | Bjørn Einar Romøren      | Norwegia          | 97,5  | –              | pq           |
| –       | Anders Jacobsen          | Norwegia          | DNS   | –              | pq           |
| –       | Janne Ahonen             | Finlandia         | 102,0 | –              | pq           |
| –       | Adam Małysz              | Polska            | 105,5 | –              | pq           |
| –       | Wolfgang Loitzl          | Austria           | 103,5 | –              | pq           |
| –       | Andreas Kofler           | Austria           | 105,0 | –              | pq           |
| –       | Thomas Morgenstern       | Austria           | 105,5 | –              | pq           |
| –       | Gregor Schlierenzauer    | Austria           | 107,0 | –              | pq           |
| –       | Simon Ammann             | Szwajcaria        | 103,0 | –              | pq           |
| –       | Roberto Dellasega        | Włochy            | DSQ   | DSQ            | nq           |

Legenda:
pq – zawodnik ma zapewnioną kwalifikację dzięki pozycji w pierwszej „10” klasyfikacji Pucharu Świata
Q – zawodnik zakwalifikował się do konkursu głównego
nq – zawodnik odpadł w kwalifikacjach
DNS – zawodnik nie wystartował
DSQ – dyskwalifikacja

### Konkurs indywidualny na skoczni HS 106 (13.02.2010)
| Miejsce | Skoczek                  | Kraj              | Skok 1 | Skok 2 | Wynik punktowy |
| ------- | ------------------------ | ----------------- | ------ | ------ | -------------- |
| 1.      | Simon Ammann             | Szwajcaria        | 105,0  | 108,0  | 276,5          |
| 2.      | Adam Małysz              | Polska            | 103,5  | 105,0  | 269,5          |
| 3.      | Gregor Schlierenzauer    | Austria           | 101,5  | 106,5  | 268,0          |
| 4.      | Janne Ahonen             | Finlandia         | 102,0  | 104,0  | 263,0          |
| 5.      | Michael Uhrmann          | Niemcy            | 103,5  | 102,0  | 262,5          |
| 6.      | Robert Kranjec           | Słowenia          | 102,0  | 102,5  | 259,5          |
| 7.      | Peter Prevc              | Słowenia          | 100,0  | 104,5  | 259,0          |
| 8.      | Thomas Morgenstern       | Austria           | 102,0  | 101,5  | 258,5          |
| 9.      | Anders Jacobsen          | Norwegia          | 99,5   | 104,0  | 257,0          |
| 10.     | Martin Schmitt           | Niemcy            | 99,5   | 103,5  | 256,0          |
| 11.     | Wolfgang Loitzl          | Austria           | 100,0  | 102,5  | 255,0          |
| 12.     | Tom Hilde                | Norwegia          | 100,0  | 101,5  | 252,0          |
| 12.     | Roman Koudelka           | Czechy            | 101,5  | 100,5  | 252,0          |
| 14.     | Jakub Janda              | Czechy            | 101,0  | 99,5   | 250,5          |
| 15.     | Daiki Itō                | Japonia           | 100,5  | 100,0  | 249,5          |
| 16.     | Michael Neumayer         | Niemcy            | 101,0  | 99,5   | 247,0          |
| 17.     | Noriaki Kasai            | Japonia           | 99,0   | 100,5  | 244,5          |
| 18.     | Anders Bardal            | Norwegia          | 98,0   | 100,0  | 242,5          |
| 19.     | Andreas Kofler           | Austria           | 98,0   | 98,5   | 241,5          |
| 19.     | Janne Happonen           | Finlandia         | 97,5   | 100,0  | 241,5          |
| 21.     | Antonín Hájek            | Czechy            | 98,5   | 98,0   | 239,5          |
| 22.     | Kalle Keituri            | Finlandia         | 97,0   | 99,5   | 238,0          |
| 23.     | Bjørn Einar Romøren      | Norwegia          | 98,5   | 96,0   | 235,0          |
| 24.     | Emmanuel Chedal          | Francja           | 99,0   | 96,5   | 234,5          |
| 24.     | Primož Pikl              | Słowenia          | 97,5   | 97,5   | 234,5          |
| 26.     | Dienis Korniłow          | Rosja             | 98,0   | 96,5   | 232,5          |
| 27.     | Kamil Stoch              | Polska            | 98,5   | 95,5   | 232,0          |
| 28.     | Vincent Descombes Sevoie | Francja           | 96,0   | 97,0   | 230,0          |
| 29.     | Sebastian Colloredo      | Włochy            | 96,0   | 96,5   | 229,0          |
| 29.     | Nikołaj Karpienko        | Kazachstan        | 96,0   | 97,0   | 229,0          |
| 31.     | Pascal Bodmer            | Niemcy            | 95,5   | –      | 112,5          |
| 31.     | Stefan Hula              | Polska            | 95,0   | –      | 112,5          |
| 33.     | Pawieł Karielin          | Rosja             | 95,0   | –      | 111,5          |
| 34.     | Taku Takeuchi            | Japonia           | 94,5   | –      | 110,5          |
| 35.     | Andreas Küttel           | Szwajcaria        | 94,0   | –      | 110,0          |
| 36.     | Krzysztof Miętus         | Polska            | 94,0   | –      | 109,0          |
| 37.     | Shōhei Tochimoto         | Japonia           | 93,5   | –      | 108,5          |
| 38.     | Jernej Damjan            | Słowenia          | 93,5   | –      | 108,0          |
| 38.     | Lukáš Hlava              | Czechy            | 94,0   | –      | 108,0          |
| 40.     | Kim Hyun-ki              | Korea Południowa  | 93,0   | –      | 107,0          |
| 41.     | Nicholas Alexander       | Stany Zjednoczone | 93,5   | –      | 106,5          |
| 41.     | Peter Frenette           | Stany Zjednoczone | 93,0   | –      | 106,5          |
| 43.     | Andrea Morassi           | Włochy            | 92,5   | –      | 106,0          |
| 44.     | Aleksiej Korolow         | Kazachstan        | 93,0   | –      | 105,0          |
| 45.     | Witalij Szumbareć        | Ukraina           | 92,0   | –      | 104,5          |
| 46.     | Dmitrij Ipatow           | Rosja             | 91,0   | –      | 102,5          |
| 47.     | David Lazzaroni          | Francja           | 90,5   | –      | 101,0          |
| 48.     | Choi Heung-chul          | Korea Południowa  | 87,5   | –      | 95,0           |
| 49.     | Anders Johnson           | Stany Zjednoczone | 86,5   | –      | 92,5           |
| 50.     | Wołodymyr Boszczuk       | Ukraina           | 87,5   | –      | 91,5           |
| –       | Harri Olli               | Finlandia         | 97,5   | –      | DSQ            |

### Kwalifikacje do konkursu indywidualnego na skoczni HS 140 (20.02.2010)
| Miejsce | Skoczek                  | Kraj              | Skok  | Wynik punktowy | Kwalifikacja |
| ------- | ------------------------ | ----------------- | ----- | -------------- | ------------ |
| 1.      | Noriaki Kasai            | Japonia           | 142,5 | 143,5          | Q            |
| 2.      | Daiki Itō                | Japonia           | 139,5 | 142,6          | Q            |
| 3.      | Andreas Wank             | Niemcy            | 137,5 | 138,0          | Q            |
| 3.      | Antonín Hájek            | Czechy            | 137,5 | 138,0          | Q            |
| 3.      | Matti Hautamäki          | Finlandia         | 137,5 | 138,0          | Q            |
| 6.      | Johan Remen Evensen      | Norwegia          | 137,0 | 137,1          | Q            |
| 7.      | Anders Bardal            | Norwegia          | 136,5 | 136,7          | Q            |
| 8.      | Tom Hilde                | Norwegia          | 136,5 | 135,7          | Q            |
| 9.      | Harri Olli               | Finlandia         | 137,0 | 135,6          | Q            |
| 10.     | Emmanuel Chedal          | Francja           | 137,0 | 135,1          | Q            |
| 11.     | Jakub Janda              | Czechy            | 134,5 | 131,6          | Q            |
| 12.     | Michael Neumayer         | Niemcy            | 136,0 | 129,3          | Q            |
| 13.     | Janne Happonen           | Finlandia         | 133,0 | 128,4          | Q            |
| 14.     | Dienis Korniłow          | Rosja             | 132,0 | 127,6          | Q            |
| 14.     | Stefan Hula              | Polska            | 132,0 | 127,6          | Q            |
| 16.     | Krzysztof Miętus         | Polska            | 132,5 | 127,0          | Q            |
| 17.     | Kamil Stoch              | Polska            | 131,0 | 125,3          | Q            |
| 18.     | Sebastian Colloredo      | Włochy            | 131,5 | 125,2          | Q            |
| 19.     | Shōhei Tochimoto         | Japonia           | 130,5 | 123,4          | Q            |
| 20.     | Andreas Küttel           | Szwajcaria        | 130,0 | 122,5          | Q            |
| 21.     | Peter Prevc              | Słowenia          | 129,5 | 122,1          | Q            |
| 22.     | Taku Takeuchi            | Japonia           | 129,5 | 121,6          | Q            |
| 23.     | Jernej Damjan            | Słowenia          | 129,5 | 121,1          | Q            |
| 24.     | Pawieł Karielin          | Rosja             | 128,5 | 119,3          | Q            |
| 25.     | Martin Schmitt           | Niemcy            | 128,0 | 118,9          | Q            |
| 26.     | Vincent Descombes Sevoie | Francja           | 128,0 | 117,9          | Q            |
| 27.     | Roman Koudelka           | Czechy            | 127,5 | 117,0          | Q            |
| 28.     | Nicholas Alexander       | Stany Zjednoczone | 127,5 | 116,5          | Q            |
| 29.     | Martin Cikl              | Czechy            | 126,0 | 114,3          | Q            |
| 30.     | Peter Frenette           | Stany Zjednoczone | 126,0 | 113,8          | Q            |
| 31.     | Andrea Morassi           | Włochy            | 124,0 | 109,7          | Q            |
| 32.     | Aleksiej Korolow         | Kazachstan        | 123,5 | 109,3          | Q            |
| 33.     | Kim Hyun-ki              | Korea Południowa  | 123,0 | 108,9          | Q            |
| 34.     | Choi Heung-chul          | Korea Południowa  | 122,5 | 107,0          | Q            |
| 35.     | David Lazzaroni          | Francja           | 122,5 | 105,0          | Q            |
| 36.     | Stefan Read              | Kanada            | 120,5 | 102,9          | Q            |
| 37.     | Dmitrij Ipatow           | Rosja             | 120,0 | 102,0          | Q            |
| 38.     | Ilja Roslakow            | Rosja             | 119,5 | 101,1          | Q            |
| 39.     | Mitja Mežnar             | Słowenia          | 120,0 | 101,0          | Q            |
| 40.     | Tomáš Zmoray             | Słowacja          | 119,5 | 100,6          | Q            |
| 41.     | Nikołaj Karpienko        | Kazachstan        | 119,0 | 100,2          | nq           |
| 42.     | Anders Johnson           | Stany Zjednoczone | 117,0 | 95,6           | nq           |
| 43.     | Ołeksandr Łazarowicz     | Ukraina           | 116,5 | 94,2           | nq           |
| 44.     | Roberto Dellasega        | Włochy            | 113,5 | 87,8           | nq           |
| 45.     | Mackenzie Boyd-Clowes    | Kanada            | 111,0 | 83,8           | nq           |
| 46.     | Choi Yong-jik            | Korea Południowa  | 110,5 | 83,4           | nq           |
| 47.     | Wołodymyr Boszczuk       | Ukraina           | 109,5 | 81,1           | nq           |
| 48.     | Alexandre Mabboux        | Francja           | 107,0 | 76,1           | nq           |
| 49.     | Trevor Morrice           | Kanada            | 106,0 | 73,8           | nq           |
| 50.     | Witalij Szumbareć        | Ukraina           | 102,0 | 65,6           | nq           |
| 51.     | Eric Mitchell            | Kanada            | 93,0  | 47,4           | nq           |
| –       | Michael Uhrmann          | Niemcy            | 134,5 | –              | pq           |
| –       | Robert Kranjec           | Słowenia          | 134,5 | –              | pq           |
| –       | Anders Jacobsen          | Norwegia          | 142,5 | –              | pq           |
| –       | Janne Ahonen             | Finlandia         | 126,5 | –              | pq           |
| –       | Adam Małysz              | Polska            | 133,5 | –              | pq           |
| –       | Wolfgang Loitzl          | Austria           | 125,5 | –              | pq           |
| –       | Andreas Kofler           | Austria           | 125,5 | –              | pq           |
| –       | Thomas Morgenstern       | Austria           | 129,5 | –              | pq           |
| –       | Gregor Schlierenzauer    | Austria           | 134,5 | –              | pq           |
| –       | Simon Ammann             | Szwajcaria        | 140,0 | –              | pq           |

Legenda:
pq – zawodnik ma zapewnioną kwalifikację dzięki pozycji w pierwszej „10” klasyfikacji Pucharu Świata
Q – zawodnik zakwalifikował się do konkursu głównego
nq – zawodnik odpadł w kwalifikacjach

### Konkurs indywidualny na skoczni HS 140 (20.02.2010)
| Miejsce | Skoczek                  | Kraj              | Skok 1 | Skok 2 | Wynik punktowy |
| ------- | ------------------------ | ----------------- | ------ | ------ | -------------- |
| 1.      | Simon Ammann             | Szwajcaria        | 144,0  | 138,0  | 283,6          |
| 2.      | Adam Małysz              | Polska            | 137,0  | 133,5  | 269,4          |
| 3.      | Gregor Schlierenzauer    | Austria           | 130,5  | 136,0  | 262,2          |
| 4.      | Andreas Kofler           | Austria           | 131,5  | 135,0  | 261,2          |
| 5.      | Thomas Morgenstern       | Austria           | 129,5  | 129,5  | 246,7          |
| 6.      | Michael Neumayer         | Niemcy            | 130,0  | 130,0  | 245,5          |
| 7.      | Antonín Hájek            | Czechy            | 128,0  | 129,0  | 240,6          |
| 8.      | Noriaki Kasai            | Japonia           | 121,5  | 135,0  | 239,2          |
| 9.      | Robert Kranjec           | Słowenia          | 118,5  | 135,5  | 233,7          |
| 10.     | Wolfgang Loitzl          | Austria           | 129,5  | 121,5  | 230,3          |
| 11.     | Tom Hilde                | Norwegia          | 124,0  | 126,5  | 227,9          |
| 12.     | Anders Jacobsen          | Norwegia          | 128,0  | 122,5  | 226,4          |
| 13.     | Emmanuel Chedal          | Francja           | 118,5  | 131,5  | 225,5          |
| 14.     | Kamil Stoch              | Polska            | 126,0  | 123,5  | 224,1          |
| 15.     | Johan Remen Evensen      | Norwegia          | 123,5  | 126,0  | 223,6          |
| 16.     | Peter Prevc              | Słowenia          | 124,5  | 124,0  | 222,3          |
| 17.     | Jakub Janda              | Czechy            | 126,5  | 121,5  | 221,4          |
| 18.     | Harri Olli               | Finlandia         | 117,0  | 129,0  | 217,8          |
| 19.     | Stefan Hula              | Polska            | 122,5  | 124,0  | 217,2          |
| 20.     | Daiki Itō                | Japonia           | 117,0  | 128,5  | 216,9          |
| 21.     | Vincent Descombes Sevoie | Francja           | 120,0  | 124,5  | 211,6          |
| 22.     | Anders Bardal            | Norwegia          | 119,0  | 124,0  | 211,4          |
| 23.     | Roman Koudelka           | Czechy            | 117,5  | 125,0  | 208,5          |
| 24.     | Andreas Küttel           | Szwajcaria        | 121,5  | 119,0  | 204,9          |
| 25.     | Michael Uhrmann          | Niemcy            | 122,5  | 116,5  | 202,7          |
| 26.     | Matti Hautamäki          | Finlandia         | 134,0  | 104,0  | 202,4          |
| 27.     | Sebastian Colloredo      | Włochy            | 118,5  | 120,5  | 202,2          |
| 28.     | Andreas Wank             | Niemcy            | 127,5  | 110,0  | 200,5          |
| 29.     | Mitja Mežnar             | Słowenia          | 119,0  | 118,5  | 198,5          |
| 30.     | Martin Schmitt           | Niemcy            | 122,5  | 108,0  | 182,4          |
| 31.     | Janne Ahonen             | Finlandia         | 125,0  | DNS    | 111,0          |
| 32.     | Peter Frenette           | Stany Zjednoczone | 114,5  | –      | 90,6           |
| 33.     | Jernej Damjan            | Słowenia          | 114,0  | –      | 89,7           |
| 34.     | David Lazzaroni          | Francja           | 112,0  | –      | 85,6           |
| 35.     | Dienis Korniłow          | Rosja             | 111,5  | –      | 85,2           |
| 36.     | Krzysztof Miętus         | Polska            | 111,5  | –      | 84,7           |
| 37.     | Taku Takeuchi            | Japonia           | 110,5  | –      | 83,9           |
| 38.     | Pawieł Karielin          | Rosja             | 109,0  | –      | 80,2           |
| 39.     | Aleksiej Korolow         | Kazachstan        | 108,5  | –      | 79,8           |
| 40.     | Nicholas Alexander       | Stany Zjednoczone | 109,0  | –      | 79,2           |
| 41.     | Martin Cikl              | Czechy            | 108,0  | –      | 78,4           |
| 42.     | Kim Hyun-ki              | Korea Południowa  | 107,5  | –      | 78,0           |
| 43.     | Tomáš Zmoray             | Słowacja          | 108,0  | –      | 77,4           |
| 44.     | Ilja Roslakow            | Rosja             | 105,5  | –      | 73,9           |
| 45.     | Shōhei Tochimoto         | Japonia           | 105,5  | –      | 73,4           |
| 46.     | Stefan Read              | Kanada            | 104,5  | –      | 71,6           |
| 47.     | Dmitrij Ipatow           | Rosja             | 100,5  | –      | 63,9           |
| 48.     | Andrea Morassi           | Włochy            | 100,5  | –      | 59,9           |
| 49.     | Choi Heung-chul          | Korea Południowa  | 98,5   | –      | 56,3           |
| –       | Janne Happonen           | Finlandia         | 122,0  | –      | DSQ            |

### Konkurs drużynowy na skoczni HS 140 (22.02.2010)
| Miejsce | Kraj              | Zawodnik                 | Skok 1 | Skok 2 | Wynik punktowy | Nota zespołu |
| ------- | ----------------- | ------------------------ | ------ | ------ | -------------- | ------------ |
| 1.      | Austria           | Wolfgang Loitzl          | 138,0  | 138,5  | 282,2          | 1107,9       |
| 1.      | Austria           | Andreas Kofler           | 132,0  | 142,0  | 264,7          | 1107,9       |
| 1.      | Austria           | Thomas Morgenstern       | 135,5  | 135,0  | 270,9          | 1107,9       |
| 1.      | Austria           | Gregor Schlierenzauer    | 140,5  | 146,5  | 290,1          | 1107,9       |
| 2.      | Niemcy            | Michael Neumayer         | 137,0  | 136,5  | 270,3          | 1035,8       |
| 2.      | Niemcy            | Andreas Wank             | 128,5  | 139,0  | 262,0          | 1035,8       |
| 2.      | Niemcy            | Martin Schmitt           | 128,0  | 122,0  | 226,5          | 1035,8       |
| 2.      | Niemcy            | Michael Uhrmann          | 135,0  | 140,0  | 277,0          | 1035,8       |
| 3.      | Norwegia          | Anders Bardal            | 128,0  | 127,0  | 235,5          | 1030,3       |
| 3.      | Norwegia          | Tom Hilde                | 127,5  | 139,0  | 260,2          | 1030,3       |
| 3.      | Norwegia          | Johan Remen Evensen      | 131,5  | 129,5  | 248,8          | 1030,3       |
| 3.      | Norwegia          | Anders Jacobsen          | 138,0  | 140,5  | 285,8          | 1030,3       |
| 4.      | Finlandia         | Matti Hautamäki          | 133,5  | 130,0  | 253,3          | 1014,6       |
| 4.      | Finlandia         | Janne Happonen           | 128,5  | 139,0  | 262,5          | 1014,6       |
| 4.      | Finlandia         | Kalle Keituri            | 123,0  | 132,0  | 235,0          | 1014,6       |
| 4.      | Finlandia         | Harri Olli               | 134,0  | 134,5  | 263,8          | 1014,6       |
| 5.      | Japonia           | Daiki Itō                | 129,5  | 133,5  | 252,9          | 1007,7       |
| 5.      | Japonia           | Taku Takeuchi            | 125,5  | 129,5  | 235,5          | 1007,7       |
| 5.      | Japonia           | Shōhei Tochimoto         | 128,0  | 132,0  | 245,0          | 1007,7       |
| 5.      | Japonia           | Noriaki Kasai            | 133,5  | 140,0  | 274,3          | 1007,7       |
| 6.      | Polska            | Stefan Hula              | 129,0  | 127,5  | 240,7          | 996,7        |
| 6.      | Polska            | Łukasz Rutkowski         | 123,0  | 127,5  | 226,9          | 996,7        |
| 6.      | Polska            | Kamil Stoch              | 126,5  | 134,5  | 248,8          | 996,7        |
| 6.      | Polska            | Adam Małysz              | 136,5  | 139,5  | 280,3          | 996,7        |
| 7.      | Czechy            | Antonín Hájek            | 129,0  | 135,0  | 255,2          | 981,8        |
| 7.      | Czechy            | Roman Koudelka           | 131,0  | 135,5  | 258,7          | 981,8        |
| 7.      | Czechy            | Lukáš Hlava              | 125,0  | 126,0  | 226,8          | 981,8        |
| 7.      | Czechy            | Jakub Janda              | 128,0  | 129,0  | 241,1          | 981,8        |
| 8.      | Słowenia          | Primož Pikl              | 124,0  | 119,5  | 211,3          | 958,8        |
| 8.      | Słowenia          | Mitja Mežnar             | 126,5  | 131,0  | 239,0          | 958,8        |
| 8.      | Słowenia          | Peter Prevc              | 132,0  | 127,5  | 245,1          | 958,8        |
| 8.      | Słowenia          | Robert Kranjec           | 129,0  | 139,0  | 263,4          | 958,8        |
| 9.      | Francja           | Vincent Descombes Sevoie | 125,0  | -      | 111,0          | 419,8        |
| 9.      | Francja           | David Lazzaroni          | 125,0  | -      | 112,0          | 419,8        |
| 9.      | Francja           | Alexandre Mabboux        | 108,5  | -      | 78,8           | 419,8        |
| 9.      | Francja           | Emmanuel Chedal          | 127,5  | -      | 118,0          | 419,8        |
| 10.     | Rosja             | Pawieł Karielin          | 114,5  | -      | 90,6           | 414,1        |
| 10.     | Rosja             | Dienis Korniłow          | 129,5  | -      | 122,1          | 414,1        |
| 10.     | Rosja             | Ilja Roslakow            | 119,5  | -      | 101,1          | 414,1        |
| 10.     | Rosja             | Dmitrij Ipatow           | 118,5  | -      | 100,3          | 414,1        |
| 11.     | Stany Zjednoczone | Anders Johnson           | 115,5  | -      | 92,4           | 340,0        |
| 11.     | Stany Zjednoczone | Peter Frenette           | 124,5  | -      | 111,1          | 340,0        |
| 11.     | Stany Zjednoczone | Taylor Fletcher          | 88,5   | -      | 36,3           | 340,0        |
| 11.     | Stany Zjednoczone | Nicholas Alexander       | 119,0  | -      | 100,2          | 340,0        |
| 12.     | Kanada            | Mackenzie Boyd-Clowes    | 105,0  | -      | 72,0           | 294,6        |
| 12.     | Kanada            | Trevor Morrice           | 101,0  | -      | 64,8           | 294,6        |
| 12.     | Kanada            | Eric Mitchell            | 102,0  | -      | 66,6           | 294,6        |
| 12.     | Kanada            | Stefan Read              | 114,0  | -      | 91,2           | 294,6        |

## Składy reprezentacji
Mimo wcześniejszego powołania do reprezentacji, w żadnych zawodach nie wystartowali: Martin Koch i Takanobu Okabe. Do konkursów drużynowych powołani zostali dwaj kombinatorzy norwescy: w drużynie USA był to Taylor Fletcher, a w drużynie Ukrainy – Wołodymyr Traczuk. Traczuk ostatecznie nie wystartował, gdyż zespół ukraiński wycofał się ze startu w konkursie drużynowym z powodu kontuzji Witalija Szumbarecia.
W składzie reprezentacji Rosji zabrakło najwyżej sklasyfikowanego w Pucharze Świata rosyjskiego skoczka, Dmitrija Wasiljewa, który z powodu kontuzji nie wyleciał do Vancouver. Tuż po igrzyskach, z uwagi na niskie lokaty pozostałych reprezentantów Rosji w konkursach olimpijskich, trener tej drużyny, Wolfgang Steiert został zwolniony.
Poniższa tabela przedstawia składy wszystkich osiemnastu reprezentacji, które uczestniczyły w konkursach skoków na igrzyskach olimpijskich w Vancouver.
| Zawodnik                 | Data urodzenia       | Miejsca na ZIO 2006 | Miejsca na ZIO 2006 | Miejsca na ZIO 2006 | Miejsca na ZIO 2010 | Miejsca na ZIO 2010 | Miejsca na ZIO 2010 | Źródło  |
| Zawodnik                 | Data urodzenia       | ind. norm.          | ind. duża           | druż. duża          | ind. norm.          | ind. duża           | druż. duża          | Źródło  |
| ------------------------ | -------------------- | ------------------- | ------------------- | ------------------- | ------------------- | ------------------- | ------------------- | ------- |
| Austria (5)              |                      |                     |                     |                     |                     |                     |                     |         |
| Martin Koch              | 22 stycznia 1982     | 23                  | 32                  | 1                   | –                   | –                   | –                   | [ 42 ]  |
| Andreas Kofler           | 17 maja 1984         | 11                  | 2                   | 1                   | 19                  | 4                   | 1                   | [ 43 ]  |
| Wolfgang Loitzl          | 13 stycznia 1980     | 11                  | 10                  | 1                   | 11                  | 10                  | 1                   | [ 44 ]  |
| Thomas Morgenstern       | 30 października 1986 | 9                   | 1                   | 1                   | 8                   | 5                   | 1                   | [ 45 ]  |
| Gregor Schlierenzauer    | 7 stycznia 1990      | –                   | –                   | –                   | 3                   | 3                   | 1                   | [ 46 ]  |
| Czechy (5)               |                      |                     |                     |                     |                     |                     |                     |         |
| Martin Cikl              | 17 sierpnia 1987     | –                   | –                   | –                   | –                   | 41                  | –                   | [ 48 ]  |
| Antonín Hájek            | 12 lutego 1987       | –                   | –                   | –                   | 21                  | 7                   | 7                   | [ 49 ]  |
| Lukáš Hlava              | 10 września 1984     | –                   | –                   | –                   | 38                  | –                   | 7                   | [ 50 ]  |
| Jakub Janda              | 27 kwietnia 1978     | 13                  | 10                  | 9                   | 14                  | 17                  | 7                   | [ 51 ]  |
| Roman Koudelka           | 9 lipca 1989         | –                   | –                   | –                   | 12                  | 23                  | 7                   | [ 52 ]  |
| Finlandia (5)            |                      |                     |                     |                     |                     |                     |                     |         |
| Janne Ahonen             | 11 maja 1977         | 6                   | 9                   | 2                   | 4                   | 31                  | –                   | [ 53 ]  |
| Janne Happonen           | 18 czerwca 1984      | 28                  | –                   | 2                   | 19                  | DSQ                 | 4                   | [ 54 ]  |
| Matti Hautamäki          | 14 lipca 1981        | 2                   | 5                   | 2                   | –                   | 26                  | 4                   | [ 55 ]  |
| Kalle Keituri            | 25 kwietnia 1984     | –                   | –                   | –                   | 22                  | –                   | 4                   | [ 56 ]  |
| Harri Olli               | 15 stycznia 1985     | –                   | –                   | –                   | DSQ                 | 18                  | 4                   | [ 57 ]  |
| Francja (4)              |                      |                     |                     |                     |                     |                     |                     |         |
| Emmanuel Chedal          | 15 stycznia 1983     | –                   | –                   | –                   | 24                  | 13                  | 9                   | [ 58 ]  |
| Vincent Descombes Sevoie | 9 stycznia 1984      | –                   | –                   | –                   | 28                  | 21                  | 9                   | [ 59 ]  |
| David Lazzaroni          | 4 lutego 1985        | –                   | –                   | –                   | 47                  | 34                  | 9                   | [ 60 ]  |
| Alexandre Mabboux        | 19 września 1991     | –                   | –                   | –                   | q                   | q                   | 9                   | [ 61 ]  |
| Japonia (5)              |                      |                     |                     |                     |                     |                     |                     |         |
| Daiki Itō                | 27 grudnia 1985      | 18                  | 42                  | 6                   | 15                  | 20                  | 5                   | [ 62 ]  |
| Noriaki Kasai            | 6 czerwca 1972       | 20                  | 12                  | 6                   | 17                  | 8                   | 5                   | [ 63 ]  |
| Takanobu Okabe           | 26 października 1970 | 23                  | 8                   | 6                   | –                   | –                   | –                   | [ 64 ]  |
| Taku Takeuchi            | 20 maja 1987         | –                   | –                   | –                   | 34                  | 37                  | 5                   | [ 65 ]  |
| Shōhei Tochimoto         | 21 grudnia 1989      | –                   | –                   | –                   | 37                  | 45                  | 5                   | [ 66 ]  |
| Kanada (4)               |                      |                     |                     |                     |                     |                     |                     |         |
| Mackenzie Boyd-Clowes    | 13 lipca 1991        | –                   | –                   | –                   | q                   | q                   | 12                  | [ 68 ]  |
| Eric Mitchell            | 10 kwietnia 1992     | –                   | –                   | –                   | q                   | q                   | 12                  | [ 69 ]  |
| Trevor Morrice           | 23 września 1991     | –                   | –                   | –                   | q                   | q                   | 12                  | [ 70 ]  |
| Stefan Read              | 7 maja 1987          | 42                  | 30                  | 15                  | q                   | 46                  | 12                  | [ 71 ]  |
| Kazachstan (2)           |                      |                     |                     |                     |                     |                     |                     |         |
| Nikołaj Karpienko        | 10 sierpnia 1981     | q                   | 48                  | 12                  | 29                  | q                   | –                   | [ 72 ]  |
| Aleksiej Korolow         | 20 czerwca 1987      | q                   | q                   | 12                  | 44                  | 39                  | –                   | [ 73 ]  |
| Korea Południowa (3)     |                      |                     |                     |                     |                     |                     |                     |         |
| Choi Heung-chul          | 3 grudnia 1981       | q                   | 47                  | 13                  | 48                  | 49                  | –                   | [ 74 ]  |
| Choi Yong-jik            | 3 grudnia 1982       | q                   | q                   | 13                  | q                   | q                   | –                   | [ 75 ]  |
| Kim Hyun-ki              | 9 lutego 1983        | 43                  | 39                  | 13                  | 40                  | 42                  | –                   | [ 76 ]  |
| Niemcy (5)               |                      |                     |                     |                     |                     |                     |                     |         |
| Pascal Bodmer            | 4 stycznia 1991      | –                   | –                   | –                   | 31                  | –                   | –                   | [ 77 ]  |
| Michael Neumayer         | 15 stycznia 1979     | 8                   | 11                  | 4                   | 16                  | 6                   | 2                   | [ 78 ]  |
| Martin Schmitt           | 29 stycznia 1978     | –                   | 19                  | 4                   | 10                  | 30                  | 2                   | [ 79 ]  |
| Michael Uhrmann          | 16 września 1978     | 4                   | 16                  | 4                   | 5                   | 25                  | 2                   | [ 80 ]  |
| Andreas Wank             | 18 lutego 1988       | –                   | –                   | –                   | –                   | 28                  | 2                   | [ 81 ]  |
| Norwegia (5)             |                      |                     |                     |                     |                     |                     |                     |         |
| Anders Bardal            | 24 sierpnia 1982     | –                   | –                   | –                   | 18                  | 22                  | 3                   | [ 83 ]  |
| Johan Remen Evensen      | 16 września 1985     | –                   | –                   | –                   | –                   | 15                  | 3                   | [ 84 ]  |
| Tom Hilde                | 22 września 1987     | –                   | –                   | –                   | 12                  | 11                  | 3                   | [ 85 ]  |
| Anders Jacobsen          | 17 lutego 1985       | –                   | –                   | –                   | 9                   | 12                  | 3                   | [ 86 ]  |
| Bjørn Einar Romøren      | 1 kwietnia 1981      | 15                  | 7                   | 3                   | 23                  | –                   | –                   | [ 87 ]  |
| Polska (5)               |                      |                     |                     |                     |                     |                     |                     |         |
| Stefan Hula              | 29 września 1986     | 29                  | –                   | 5                   | 31                  | 19                  | 6                   | [ 89 ]  |
| Adam Małysz              | 3 grudnia 1977       | 7                   | 14                  | 5                   | 2                   | 2                   | 6                   | [ 90 ]  |
| Krzysztof Miętus         | 8 marca 1991         | –                   | –                   | –                   | 36                  | 36                  | –                   | [ 91 ]  |
| Łukasz Rutkowski         | 22 stycznia 1988     | –                   | –                   | –                   | –                   | –                   | 6                   | [ 92 ]  |
| Kamil Stoch              | 25 maja 1987         | 16                  | 26                  | 5                   | 27                  | 14                  | 6                   | [ 93 ]  |
| Rosja (4)                |                      |                     |                     |                     |                     |                     |                     |         |
| Dmitrij Ipatow           | 30 czerwca 1984      | 19                  | 27                  | 8                   | 46                  | 47                  | 10                  | [ 94 ]  |
| Pawieł Karielin          | 27 kwietnia 1990     | –                   | –                   | –                   | 33                  | 38                  | 10                  | [ 95 ]  |
| Dienis Korniłow          | 17 sierpnia 1986     | 34                  | 33                  | 8                   | 26                  | 35                  | 10                  | [ 96 ]  |
| Ilja Roslakow            | 18 lutego 1983       | –                   | –                   | –                   | q                   | 44                  | 10                  | [ 97 ]  |
| Słowacja (1)             |                      |                     |                     |                     |                     |                     |                     |         |
| Tomáš Zmoray             | 26 lipca 1989        | –                   | –                   | –                   | q                   | 43                  | –                   | [ 98 ]  |
| Słowenia (5)             |                      |                     |                     |                     |                     |                     |                     |         |
| Jernej Damjan            | 28 maja 1983         | 35                  | 28                  | 10                  | 38                  | 33                  | –                   | [ 99 ]  |
| Robert Kranjec           | 16 lipca 1981        | 41                  | 49                  | 10                  | 6                   | 9                   | 8                   | [ 100 ] |
| Mitja Mežnar             | 30 czerwca 1988      | –                   | –                   | –                   | –                   | 29                  | 8                   | [ 101 ] |
| Primož Pikl              | 25 sierpnia 1982     | –                   | –                   | –                   | 24                  | –                   | 8                   | [ 102 ] |
| Peter Prevc              | 20 września 1992     | –                   | –                   | –                   | 7                   | 16                  | 8                   | [ 103 ] |
| Stany Zjednoczone (4)    |                      |                     |                     |                     |                     |                     |                     |         |
| Nicholas Alexander       | 24 sierpnia 1988     | –                   | –                   | –                   | 41                  | 40                  | 11                  | [ 105 ] |
| Taylor Fletcher          | 11 maja 1990         | –                   | –                   | –                   | –                   | –                   | 11                  | [ 106 ] |
| Peter Frenette           | 24 lutego 1992       | –                   | –                   | –                   | 41                  | 32                  | 11                  | [ 107 ] |
| Anders Johnson           | 23 kwietnia 1989     | –                   | –                   | 11                  | 49                  | q                   | 11                  | [ 108 ] |
| Szwajcaria (2)           |                      |                     |                     |                     |                     |                     |                     |         |
| Simon Ammann             | 25 czerwca 1981      | 38                  | 15                  | 7                   | 1                   | 1                   | –                   | [ 110 ] |
| Andreas Küttel           | 25 kwietnia 1979     | 5                   | 6                   | 7                   | 35                  | 24                  | –                   | [ 111 ] |
| Ukraina (4)              |                      |                     |                     |                     |                     |                     |                     |         |
| Wołodymyr Boszczuk       | 3 sierpnia 1982      | q                   | q                   | –                   | 50                  | q                   | –                   | [ 112 ] |
| Ołeksandr Łazarowicz     | 30 sierpnia 1984     | –                   | –                   | –                   | q                   | q                   | –                   | [ 113 ] |
| Witalij Szumbareć        | 14 lipca 1983        | –                   | –                   | –                   | 45                  | q                   | –                   | [ 114 ] |
| Wołodymyr Traczuk        | 3 stycznia 1985      | –                   | –                   | –                   | –                   | –                   | –                   | [ 115 ] |
| Włochy (3)               |                      |                     |                     |                     |                     |                     |                     |         |
| Sebastian Colloredo      | 9 września 1987      | 27                  | 36                  | 11                  | 29                  | 27                  | –                   | [ 116 ] |
| Roberto Dellasega        | 15 czerwca 1990      | –                   | –                   | –                   | q                   | q                   | –                   | [ 117 ] |
| Andrea Morassi           | 30 sierpnia 1988     | 36                  | q                   | 11                  | 43                  | 48                  | –                   | [ 118 ] |

## Upadki

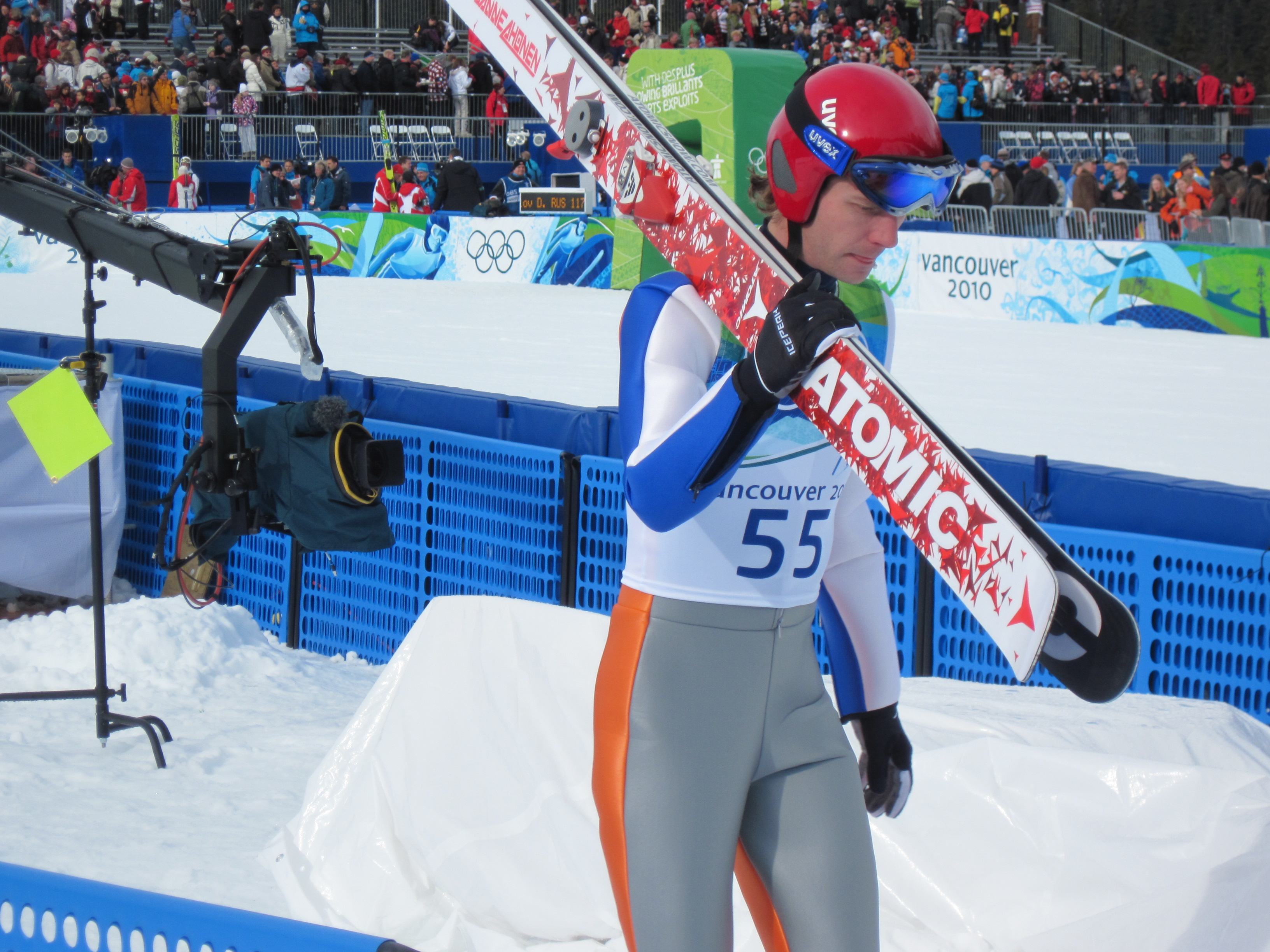
Janne Ahonen podczas igrzysk w Vancouver.

W trakcie jednego z treningów przed konkursem na obiekcie dużym, swojego skoku nie ustał Janne Ahonen. Upadek ten spowodował u zawodnika kontuzję więzadła bocznego i uniemożliwił mu start w drugiej serii konkursu indywidualnego na skoczni dużej oraz w zawodach drużynowych.
Podczas treningu przed konkursem drużynowym wypadkowi uległ Witalij Szumbareć, który po wyjściu z progu upadł na zeskok i uderzył twarzą w lód. Ukraiński zawodnik został przetransportowany do szpitala. Z uwagi na to, że Szumbareć był jednym z czterech ukraińskich zawodników, ekipa ta wycofała się z konkursu drużynowego z powodu braku wystarczającej liczby zawodników.
W pozostałych startach na igrzyskach w Vancouver nie odnotowano żadnego upadku.